# アンソニー・スピネリ
アンソニー・スピネリ（Anthony Spinelli（本名サミュエル・ウェインスタイン Samuel Weinstein）、1927年2月21日 - 2000年5月29日）は、アメリカ合衆国のポルノ映画監督。オハイオ州クリーブランド出身。

## 人物
1970年代初めから1980年代中期にかけてのいわゆる「ポルノの黄金時代」から1990年代まで活躍した、ポルノ界を代表する監督の1人である。功績が認められ、AVN殿堂・XRCO殿堂双方のメンバーとなった。また作品の多くがXRCO殿堂入りしている。彼は自らの監督作品や息子の監督作品の何作かにジョージ・スペルヴィンなどの変名で、俳優としてちょい役で出演している（性行為のシーンはない）。
実兄は『暗くなるまで待って』のカルリーノ役などで知られる、俳優のジャック・ウェストン (Jack Weston) である。またポルノ映画監督ミッチ・スピネリと脚本家のアンソニー・スピネリ・Jr.は彼の息子である。
スピネリは2000年5月29日（30日とする記述もある）、カリフォルニア州ロサンゼルスにて肺炎による合併症で死去した。

## 主な監督作品
- 1974年 - 『姦婦絶叫 (The Seduction of Lyn Carter)』
- 1976年 - 『スペシャル・ボディー (Cry for Cindy)』
- 1977年 - 『ヒップ・アップ/欲情 (Expectations)』
- 1978年 - 『女教師/ハード・バック・エロ (Easy)』†
- 1978年 - 『セックス・ワールド (SexWorld)』†
- 1980年 - 『いんらんパフォーマンス/咥える (Aunt Peg)』
- 1980年 - 『私に汚い言葉を云って (Talk Dirty to Me)』†
- 1981年 - 『スキン・オン・スキン/乱色 (Skin on Skin)』
- 1981年 - 『The Dancers』†
- 1981年 - 『先天性アクメニアン (Nothing to Hide )』
- 1981年 - 『エログランプリP.T.A. (Vista Valley P.T.A.)』
- 1981年 - 『セクシャルガール/乱れた花園 (Aunt Peg's Fulfillment)』
- 1983年 - 『ハリウッド・スキャンダル/悦楽の昼と夜 (Dixie Ray Hollywood Star)』†
- 1984年 - 『調教実験/アマチュア・スペシャル (Reel People)』†
- 1987年 - 『もう一度汚い言葉を言って (Talk Dirty to Me One More Time 2)』
- 1988年 - 『ミッドナイト・エロス/奥に溺れて (Hands Off)』
- 1989年 - 『セックスと妻とエロトマニア (Adultery)』
- 1992年 - 『ハードコア・パーティ (The Party)』

†はXRCO殿堂入り映画。

## 受賞
- 1980年 CAFA 最優秀監督賞 『私に汚い言葉を云って (Talk Dirty to Me)』[8]
- 1981年 AFAA 最優秀監督賞 『先天性アクメニアン (Nothing to Hide )』[8]
- 1983年 CAFA 最優秀監督賞 『ハリウッド・スキャンダル/悦楽の昼と夜 (Dixie Ray Hollywood Star)』[8]
- 1984年 AFAA 最優秀監督賞 『ハリウッド・スキャンダル/悦楽の昼と夜』[8]
- 1985年 AVN 最優秀監督賞（映画） 『ハリウッド・スキャンダル/悦楽の昼と夜』[9]
- 1993年 AVN 最優秀監督賞（ビデオ） 『ハードコア・パーティ (The Party)』[9]（アレックス・デレンジーと分けあった）